# Gary Sambrook
Gary William Sambrook (né le 6 juin 1989) est un homme politique du Parti conservateur britannique. Il est député pour Birmingham Northfield de 2019 à 2024.

## Carrière politique
Sambrook devient conseiller municipal du conseil de Birmingham en 2013, représentant le quartier Kingstanding, basé sur la zone du même nom. Il a également travaillé pour le député James Morris.
Aux élections générales de 2019, il bat le député travailliste Richard Burden, devenant le premier député conservateur de Northfield depuis 1992. En août 2020, il signé une tribune sur le site Web de ConservativeHome qui appelle à des changements à la loi de reconnaissance de genre 2004 pour "améliorer la reconnaissance légale pour les personnes trans en Angleterre et au Pays de Galles".
Sambrook est un franc-maçon et gay,.